# Pristava (zgradba)
Pristava ali marof (iz nemškega Meierhof) je bila hiša, manjši grad z gospodarskimi poslopji in zemljiščem, ki so pripadala graščini ali samostanu. 